# Ra's al Ghul
Ra's al Ghul (àrab: رأس الغول, pronunciat Raʾs al-Ghūl "El cap dels Guls "o, en una traducció més dura,"El Cap Dimoni") és un supervilà fictici que apareix en còmics publicats per DC Comics, normalment com un adversari de Batman. Creat per l'editor Julius Schwartz, l'escriptor Dennis O 'Neil i el dibuixant Neal Adams, el personatge va aparèixer per primera vegada a "La filla del Dimoni" de Batman # 232 (juny de 1971). El personatge és un dels enemics més perdurables de Batman i pertany al col·lectiu d'adversaris que componen la galeria de malvats de Batman, tot i que donat el seu alt estatus de supervilà, també ha entrat en conflicte amb Superman i altres herois de l'Univers DC.
Molt destacable com a líder de la Lliga d'Assassins, el nom de Ra al Ghul en àrab es tradueix per "Cap del Gul"És el fill de Sensei, el pare de Talia al Ghul, Nyssa Raatko, i Dusan al Ghul i l'avi matern de Damian Wayne. Les històries de Ra's al Ghul sovint comporten els «Banys de Llàtzer», que restitueixen la vida als moribunds. Els Banys de Llàtzer han allargat considerablement la vida de Ra, fent-lo particularment perillós ja que ha perfeccionat les seves habilitats de combat durant segles.
Ra al Ghul ha estat presentat en diverses adaptacions de mitjans. El personatge ha estat interpretat per David Warner a Batman: The Animated Series, Liam Neeson a la trilogia The Dark Knight, Jason Isaacs a Batman: Under the Red Hood, Dee Bradley Baker a la sèrie de videojocs Batman: Arkham, Oded Fehr a Young Justice, Matt Nable a la sèrie de televisió Arrowverse, i Alexander Siddig a Gotham.
A la llista d'IGN dels 100 Millors Vilans de Tots els Temps Ra ocupa el 7è lloc.

## Historial de publicacions
Creat per l'editor Julius Schwartz, l'escriptor Dennis O'Neil i l'artista Neal Adams, va ser presentat a Batman #232's "Daughter of the Demon" (juny de 1971). La creació i representació del personatge es va inspirar en altres obres de ficció, com la pel·lícula de James Bond de 1969 Al servei secret de Sa Majestat i la ficció de Fu Manchu. La pel·lícula Bond té el senyor Draco, un senyor del crim internacional que vol que l'agent es casés amb la seva filla Contessa Teresa. Un altre antecedent visual per Ra al Ghul i la seva filla Talia es troben a Saloud (James Lanphier) i la princesa Dala (Claudia Cardinale) a la pel·lícula de 1963 The Pink Panther.

## Visió general del personatge
Ra's al Ghul és un esperit internacional criminal i terrorista que té com a objectiu final un món en perfecte equilibri ambiental. Creu que la millor manera d’aconseguir aquest equilibri és eliminar la major part de la humanitat. Ra sol intentar assaltar la població humana del món amb una arma biològica, com un virus de disseny genètic. Es troba ajudat en aquesta recerca pels Lazarus Pits, dipòsits de productes químics rejovenidors que restauren els morts i morir; aquestes fosses li han concedit una vida útil de diversos segles. Considera Batman com el seu oponent més digne, dirigint-se a ell com a "detectiu" per respecte a la seva brillantor intel·lectual, i sovint ha intentat convertir el Cavaller Fosc com el seu successor. És un dels pocs delinqüents a la galeria rogues de Batman que ha deduït la seva identitat secreta com Bruce Wayne, però guarda silenci sobre aquest tema pel mateix sentit del respecte per Batman. Per la seva banda, l'oposició de Batman a Ra's és complicada tant pel seu propi respecte pel geni d'Al Ghul (si no pels seus objectius i mètodes) com per la seva atracció per la seva filla, Talia, que és recíproca.

## Biografia

### Origen
Diversos escriptors han descrit el nom real de Ra, al Ghul, la vida primerenca i l'edat exacta de Ra. El seu origen post-crisi de la història s'explica a la novel·la gràfica Batman: Birth of the Demon (1992) per Dennis O'Neil i Norm Breyfogle. Aquesta història d’origen és posteriorment revisada i modificada a Batman Annual # 26 (2007) per Peter Milligan i David López com a part de Batman: The Resurrection of Ra's al Ghul. La història d’origen recel·lent més recent, Batman i Robin Vol. 2 # 23.3 (2013) de James Tynion IV i Jeremy Haun, fa referència a aquestes iteracions anteriors de l’origen d’al Ghul tot mantenint detalls comuns que condueixen a l’adopció de Ra del mico (per exemple, l’ocupació de Ra com a metge, la mort de la seva dona i l’aniquilació de la ciutat del sultà).
Com es va dir a Birth of the Demon, Ra's al Ghul (conegut només com el metge abans d’adoptar el moniker) va néixer més de 600 anys abans de la seva primera aparició als còmics Batman, a una tribu de nòmades xinesos en un desert en algun lloc del nord d’Àfrica, prop d’una ciutat governada per un sultà. Desenvolupant un interès per les ciències a una edat primerenca, Ra's va abandonar la seva tribu per viure a la ciutat, on va exercir la seva vida com a investigador. Posteriorment es va convertir en metge i es va casar amb una dona anomenada Sora.
Ra ha descobert el secret de la fossa de Llàtzer, i salva un príncep moribund baixant-lo en ell. El príncep, que es mostra sàdic per començar, es veu completament boig per la fossa de Llàtzer. Ell procedeix a escanyar a Sora, sobre la qual ja porta temps a la vista. El sultà, sense voler admetre’s a si mateix la culpabilitat del seu fill, declara Ra la culpable del crim i el condemna a una mort lenta i torturada en una gàbia amb el cadàver de Sora.
El Ra és alliberat pel fill d'una dona gran morta, que Ra havia examinat anteriorment. El fill sent que li deu el deute de Ra per alleujar el patiment de la seva mare durant les seves últimes hores. Ra i el fill es dirigeixen al desert per buscar la tribu del naixement de Ra. Ra convenç al cap de la seva tribu, el seu oncle, que segueixi a Ra en la seva recerca de venjança prometent la caiguda del sultà. Comprenent la teoria dels gèrmens de la malaltia centenars d’anys abans que ningú, Ra’s és capaç d’infectar el príncep amb un virus mortal enviant-li teles contaminades. Quan el sultà arriba a demanar-li a Ra que guareixi el príncep de nou, Ra el mata tant a ell com al seu fill. Llavors, Ra porta a la seva tribu a arrasar la ciutat a terra i matar a tots els seus habitants. Posteriorment, Ra's es declara "Ra's al Ghul", el "Cap del Dimoni".
Batman: Birth of the Demon proporciona una xifra aproximada de 500 anys per a l’edat de Ra al Ghul. A causa de viure tant de temps, se suposa que ha perdut la pista de l'edat que té. Azrael # 6 (juliol de 1995; escrit per Dennis O'Neil) situa l'edat de Ra més propera als 450 anys. Segons ell explica a Jean Paul Valley, "Sembla que tinc una cinquantena vigorosa. En realitat tinc uns quatre-cents quaranta-vuit molt vigorosos ... o és quatre-cents cinquanta-tres? Vaig perdre el recompte durant la pesta negra. No importa". A Batman Annual # 25 (publicat el 2006), Ra's al Ghul és descrit com un "terrorista internacional de 700 anys d'antiguitat". La marca plus 700 anys es torna a utilitzar a Batman and Robin Vol. 2 # 23.3 (2013).
Utilitzant les Fosses de Llàtzer Pits per allargar la seva vida, Ra passa els següents segles recorrent el món. Lluita a la Revolució Francesa i en les Guerres Napoleòniques i es converteix en un formidable guerrer. Quan el món va entrar a l'edat moderna i la industrialització va començar a cobrir gran part de la Terra, Ra va anar creixent per menysprear els humans que creia que destruïen la bellesa natural del món, situant-lo així en un camí de l'eco-terrorisme. També durant aquest temps, Ra's, el seu oncle i Huwe, el fill que va alliberar Ra's de l'execució inicial del sultà, fan servir totes les fosses de Llàtzer per allargar la vida fins a un incident a Londres . Ra atrapa a Huwe escrivint les seves pròpies memòries en el seu idioma original xinès, de la qual Ra's ha prohibit tots els registres. Durant una batalla, Ra mata a Huwe i fuig a una fossa de Llàtzer, que fa servir. Quan torna a casa seva a Londres, el seu oncle s'ha esvaït amb les restes dels seus registres històrics.
Amb el pas del temps, es converteix en un mestre de moltes formes de combat, sobretot l'esgrima. També acumula una gran riquesa i crea The Demon , una enorme organització internacional. Segons Justice League of America (1a sèrie) # 94:
| « | Ha estat xiuxiuejat als llocs més foscos durant 500 anys que un càrtel de criminals ha xuclat lentament el seu camí cap a les venes riques de la Terra. Molts són els seus noms escopits de la boca dels homes, però la majoria de les vegades és maleïda només així. El dimoni. Té un líder. Un Cap ". | » |

La Lliga dels Assassins, una de les moltes organitzacions més petites que formen el Dimoni, de vegades s'anomena "Fang del Dimoni" o "Demonfang".
Els orígens ètnics de Ra al Ghul es poden descriure a l'Àsia oriental segons Birth of the Demon i The Resurrection of Ra's al Ghul, i bizantí, tal com es va dir per Talia al Ghul a Batman # 26 anual . Els antecedents romans orientals d'al Ghul estan encara més implicats a Batman and Robin Vol. 2 # 23.3. La importància del perfil euroasiàtic d'Al Ghul s'atribueix al seu conegut patrimoni patern, mentre que les seves ambicions de conquesta mundial sovint es comparen i es remunten als agradables d'Alexandre el Gran; una influència massa compartida per altres membres de la família com Sensei (Batman # 671 (2007) de Grant Morrison i Tony S. Daniel), Talia al Ghul, i Damian Wayne (Batman i Robin Vol.2 #0 (2012) by Peter J. Tomasi i Patrick Gleason (el nom "Damian" derivat de "damianos", grec per "Domar"). El més comunament representat en material d'origen amb un fenotip de caucasoide dominant , Ra's també ha estat capaç de ser involucrat oportunista en explotacions mundials del món occidental com ara l'Era dels descobriments (Year One: Batman/Ra's al Ghul #2 (2005) de Devin K. Grayson i Paul Gulacy) i el Tercer Reich (Batman: Death i the Maidens #5 (2004) de Greg Rucka i Klaus Janson). L'ús adoptiu de Ra al al-Ghul dels monics àrabs i la llengua pròpia és el resultat del poblament i de la història culta d'al Ghul, tant en l'erudició com en la recerca regional de les fonts de les fosses de Llàtzer, més comunament descobertes a tot el Gran Orient Mitjà fins a Àsia Oriental. L’ús de monics àrabs en particular (pel que fa als dimonis) s’utilitza com a tàctica d’espant a la història de Ra promovent tant la seva influència com el regnat del terror a tot el Gran Orient Mitjà, tal com se suggereix en Birth of the Demon, Batman and Robin Vol. . 2 # 23.3 i representat directament a Death and the Maidens #4 (2004).

### Contagi i Llegat
El retorn de Ra torna a tenir protagonisme i s’acosta perillosament a realitzar el seu somni de genocidi mundial a l’ arc de la història "Contagion" dels títols de Batman. La seva organització desencadena un virus mortal conegut com a Golfe Ebola A (també conegut com "The Clench") a la ciutat de Gotham, posant a Batman en conflicte amb una força que aparentment no pot derrotar. Batman i els seus aliats han localitzat una cura, tot i que la idea principal del brot no es descobreix fins a la història de seguiment "Legacy".
Assabentat que el cap del dimoni encara viu, Batman i el seu equip fan la volta al món evitant que es produeixin brots de virus. Ra es va aliar amb Bane , l’home que una vegada va esglaonar i gairebé va matar a Batman. Ra's considera Bane un potencial hereu del seu imperi, malgrat el malestar de la seva filla Talia per la ment criminal. Amb el temps, Batman dedueix una manera d'eliminar el virus de Clench d'un antic artefacte "Roda de plagues" el coneixement del qual ha ajudat a Ra en la creació de la malaltia. El boig de la llarga vida torna a escapar de la justícia.
A la història de la "Tower of Babel", a JLA # 43–46, Ra descobreix els plans de contingència de Batman per detenir els altres membres de la Justice League of America, en cas que es converteixin o es convertissin en malvats i els utilitza per intentar destruir el grup. Mentrestant, en Ra roba els cossos dels pares de Batman. Aquest robatori impedeix que Batman s'adoni que Ra's fa servir les seves trampes fins que sigui massa tard, ja que es distreu amb la recerca dels cadàvers dels seus pares.
Tot i que derrotat, Ra és el causant de la sortida temporal de Batman de la JLA, que ara desconfia del croat encapçalat. Tot i això, tot i que alguns de la Lliga es ressenten dels plans de Batman, finalment accepten que els plans es creessin per les raons correctes una vegada que Batman confirma que confia en ells revelant la seva identitat secreta a la resta de l'equip.
Talia, desil·lusionada amb el seu pare, abandona la Lliga per dirigir LexCorp per l'expresident dels Estats Units, Lex Luthor, abans de vendre l'empresa a Bruce Wayne per la seva fundació Wayne per ajudar la victòria de Batman i Superman sobre Luthor. Ra de culpa a Batman per la seva relació fallida amb Talia, i les etapes d'una parcel·la en la qual tracta de separar Batman del seu hereu, Dick Grayson, poc abans de Wayne oficialment adopti el seu antic pupil com el seu fill. El pla falla i Wayne i Grayson segueixen l’adopció.
El Ra també apareix a Birds of Prey # 31–35, on té una fuga romàntica amb Black Canary. La superheroïna és ferida i curada al pit de Llàtzer, que també restaura el crit canari que va perdre anys abans.

### Death and the Maidens
El retorn de Ra torna a tenir protagonisme i s'acosta perillosament a realitzar el seu somni de genocidi mundial a l' arc de la història "Contagion" dels títols de Batman. La seva organització desencadena un virus mortal conegut com a Golfe Ebola A (també conegut com "The Clench") a la ciutat de Gotham, posant a Batman en conflicte amb una força que aparentment no pot derrotar. Batman i els seus aliats han localitzat una cura, tot i que la idea principal del brot no es descobreix fins a la història de seguiment "Legacy".
Assabentat que el cap del dimoni encara viu, Batman i el seu equip fan la volta al món evitant que es produeixin brots de virus. Ra es va aliar amb Bane , l'home que una vegada va esglaonar i gairebé va matar a Batman. Ra's considera Bane un potencial hereu del seu imperi, malgrat el malestar de la seva filla Talia per la ment criminal. Amb el temps, Batman dedueix una manera d'eliminar el virus de Clench d'un antic artefacte "Roda de plagues" el coneixement del qual ha ajudat a Ra en la creació de la malaltia. El boig de la llarga vida torna a escapar de la justícia.
A la història de la "Tower of Babel", a JLA # 43–46, Ra descobreix els plans de contingència de Batman per detenir els altres membres de la Justice League of America, en cas que es converteixin o es convertissin en malvats i els utilitza per intentar destruir el grup. Mentrestant, en Ra roba els cossos dels pares de Batman. Aquest robatori impedeix que Batman s'adoni que Ra's fa servir les seves trampes fins que sigui massa tard, ja que es distreu amb la recerca dels cadàvers dels seus pares.
Tot i que derrotat, Ra és el causant de la sortida temporal de Batman de la JLA, que ara desconfia del croat encapçalat. Tot i això, tot i que alguns de la Lliga es ressenten dels plans de Batman, finalment accepten que els plans es creessin per les raons correctes una vegada que Batman confirma que confia en ells revelant la seva identitat secreta a la resta de l'equip.
Talia, desil·lusionada amb el seu pare, abandona la Lliga per dirigir LexCorp per l'expresident dels Estats Units, Lex Luthor, abans de vendre l'empresa a Bruce Wayne per la seva fundació Wayne per ajudar la victòria de Batman i Superman sobre Luthor. Ra de culpa a Batman per la seva relació fallida amb Talia, i les etapes d'una parcel·la en la qual tracta de separar Batman del seu hereu, Dick Grayson, poc abans de Wayne oficialment adopti el seu antic pupil com el seu fill. El pla falla i Wayne i Grayson segueixen l'adopció.
El Ra també apareix a Birds of Prey # 31–35, on té una fuga romàntica amb Black Canary. La superheroïna és ferida i curada al pit de Llàtzer, que també restaura el crit canari que va perdre anys abans.

### La mort i les donzelles
A Death and the Maidens (2004), l'altra filla de Ra, Nyssa Raatko, furiosa amb el seu pare per haver-la abandonat en un camp de concentració nazi durant la Segona Guerra Mundial, comença a fer plans per destruir-lo, obligant Ra a contactar amb Batman per acordar l'accés a una fossa Llàtzer per donar-li la força per a un enfrontament final amb Nyssa; a canvi de la ubicació d'un fossat, Ra's proporciona a Batman un sèrum que li permetrà caminar pel món dels esperits i parlar amb els seus pares. Mentre Batman experimenta la seva "visió", Nyssa fa amistat amb Talia i després la segresta i li renta el cervell. Nyssa trama per destruir tota esperança i optimisme al món assassinant Superman amb les bales de Kriptonita que roba a la Batcova. Mentre Batman impedeix a Nyssa de matar a Superman, ell no és capaç d'aturar-la de ferir mortalment al seu pare. Una morta de Ra revela que tot això forma part del seu pla més gran per assegurar-se que les seves filles s'adonin que és correcte en les seves percepcions sobre el món i què cal fer-hi i que vindrien a acceptar la seva els destins com a hereus. El pla de Ra funciona: tant Nyssa com Talia es converteixen en els caps de The Demon i de la League of Assassins. Talia desautoritza el seu amor per Bruce Wayne, i ambdues germanes declaren a Batman el seu enemic. Ja és massa tard per Ra, ja que Nyssa s'atansa al seu pare pel cor, aparentment matant-lo per bé. Per assegurar-se que Ra no tornarà, Batman supervisa la cremació de la seva némesi .

### La Resurrecció de Ra's al Ghul
En el número anual de Batman 26, a Talia se li demana que llegeixi la història de Ra al Ghul al seu fill Damian mitjançant una misteriosa figura del passat de Ra: el fantasma blanc. Desconegut per ella, el Fantasma Blanc planeja utilitzar Damian com a vaixell per a la tornada de Ra. Tot i això, mare i fill s'escapen abans que s'acabi el pla. Després de la fugida, Batman s'enfronta al Fantasma Blanc; lluita contra Batman, però cau accidentalment en una fossa de Llàtzer.
A partir del Batman # 670, Ra al Ghul ha tornat, havent evadit la mort en transferir la seva consciència al cos d'un altre. Com que el seu cos hoste està en decadència per intoxicació per radiació, necessita transferir la seva ment a un altre cos hoste. La seva primera elecció és la del seu net Damian Wayne, però Damian s'escapa per alertar el seu pare.
Després de portar Ra a una "Font de l'essència", que conté les qualitats d'una fossa de Llàtzer, Batman es troba enfront de la vista de Sensei, que es revela que és el pare de Ra. Després de derrotar a Ra, Sensei lluita i impala a Batman amb un bastó. Decidit a guanyar, Batman arrossega Sensei a la Font, on és assassinat per no ser una ànima pura. Mentrestant, Ra ha agafat el cos d'un monjo Nanda Parbat i se'n va. Cicatritzat per la font, Batman emergeix i crida a Ra's.
Els intents de Ra de trobar-se amb Batman després de la seva resurrecció, però Batman respon aixafant els dits en decadència. Ra accepta aquest darrer retret i, amb l'ajuda dels seus homes, domina Batman i captura Damian, que ha arribat per intentar ajudar el seu pare. Els intents de Ra de prendre el control de Damian, però Batman es deslliura de la mateixa manera que Robin, Talia, Alfred Pennyworth, i Nightwing arriben per salvar-lo. Mentre la batalla continua a Nanda Parbat, el fantasma blanc porta a Ra a un lloc aïllat, on sembla acceptar el fet que la seva mort és inevitable. El fantasma blanc es revela com el fill albí estrany Dusan de Ra i ofereix al seu lloc el seu propi cos. Ra's realitza la transferència d'ànimes, però el fantasma blanc sembla que mor poc després. Ra reprèn la batalla i intenta matar Batman, però els monjos de Nanda Parbat l'aturen i el desterren del temple.
Després de la seva resurrecció, Ra al Ghul, en el seu nou cos, trasllada la seva base d'operacions a la ciutat de Gotham, on es revela que encara queda dins seu un romanent de la consciència del seu fill Dusan. Com que el fantasma blanc era el seu fill, Ra va ser capaç d'utilitzar la semblança entre ells per modificar l'aparença del nou cos per semblar-se al seu. Aquesta prepotència contribueix a la descarada mudança a Gotham i a un posterior atac ninja a Batman, que indueix indirectament al descobriment d'un mapa de totes les localitats conegudes de les basses de Llàtzer a tot el món. A continuació, Batman s'infiltra a la nova seu de l'àtic de Gotham de Ra al Ghul i derrota fàcilment a la seva horda de ninjas i de Ra a ell mateix. Per assegurar que Ra's no és una amenaça constant a la ciutat de Gotham, Batman es presenta amb la falsa identitat de "Terry Gene Kase" a la Penitenciaria de Blackgate i a l'asil d'Arkham. Batman porta un Ra inconscient directament a Arkham on es creu que realment és el pres "Terry Gene Kase", un criminal amb trastorn de personalitat múltiple que acaba de ser traslladat a Arkham per acabar amb múltiples sentències de per vida. Juntament amb adjuntar informació falsa i identitat falsa al fitxer de Ra al Ghul, Batman adjunta una recepta falsa de medicaments potents que garanteixen la parla fosc i al costat de la mobilitat zero.
Malgrat aquestes precaucions, Ra s'aconsegueix escapar quan els ordenats perden la seva dosi una vegada, cosa que li permet prendre consciència suficient per escapar d'Arkham.

### The Return of Bruce Wayne
Ra s'adona que Batman ha mort aparentment després de la invasió de Darkseid durant la Final Crisis. Després d'enfrontar-se a Nightwing amb els seus coneixements, ell i l'heroi lluiten amb espases. Nightwing derrota a Ra i guanya el respecte de l'immortal, significat deixant la seva espasa a la Batcave com a regal després de la seva lluita. Ra es nega a creure el pas del seu enemic malgrat les evidències, portant-lo a estar involucrat en la cerca de Red Robin (Tim Drake) sobre la sort del cavaller fosc original. Després que Drake trobi la prova de que Wayne segueix viu, però perdut en el temps després de la seva batalla amb Darkseid, l'antic Boy Wonder paralitza l'organització de Ra, la Lliga d'Assassins, des de dins. En resposta, Ra torna a Gotham per començar el seu atac per destruir tot el llegat de la família Wayne. Mentre que els seus homes s'adrecen a tots els propers a Waynes, Ra's fa un pacte amb Hush com a part dels seus plans. Desconegut per a tots dos homes, Lucius Fox ja ha cedit el poder de Tim deixant-lo en control dels recursos de la família Wayne.
Enutjat, Ra és llavors involucrat a Tim Drake en un combat, que acaba amb Tim es burlant de Ra en dir que ja no hi pot fer res per perjudicar la Família dels Ratpenats; en resposta, Ra somriu i diu "Ben fet. Detectiu" (nom que només ha reservat per a Batman, Nightwing i Red Hood abans). Després procedeix a expulsar-lo per la finestra d'un gratacel i es retira de la batalla. Més endavant, en la reclusió, Ra's revela tot el que va passar va ser una prova de Tim Drake, de la Lliga, del Consell, dels homes de la mort i de la trama contra Bruce Wayne.
Assabentat del retorn de Bruce Wayne, Ra fa pensar que el seu proper enfrontament amb el detectiu serà especialment interessant, ja que creu que Batman per fi ha tastat la immortalitat de la qual gaudeix el mateix Ra.
Va després de Vicki Vale i gairebé la mata. Ell no salva la vida només després que ella es negui a publicar la identitat de Batman i es desprengui de totes les proves que tingui en aquest sentit. També s'adona que Vale pot ser un descendent d'un rival francès, Marcel du Valliere, des de segles abans; per tant, el seu negoci amb ella pot no estar acabat.

### The New 52
A The New 52 (un reinici del 2011 de l'univers DC Comics), Ra al Ghul apareix amb una túnica encaputxada a la ciutat de la Lliga dels Assassins a Eth Alth'eban. Entra al pou dels pecats després d'una trobada amb Jason Todd. Quan surt, el Ra és consumit pel mal que va corrompre els Sense Nom segles abans, i se sent obligat a lliurar-se de les maquinacions de la seva filla i Ducra matant Jason. Per ordre de Ra, els presoners són portats a ell i promet utilitzar el seu poder nou per destruir-los. Red Hood enganxa a Ra, ja que Essence s'uneix a la batalla. Ella insisteix que permetrà que Jason i els seus amics abandonin el seu regne o que es veurà obligat a morir per una mortal tal com sempre temia que ho fes. Tot i haver destruït la All-Caste, les accions de Ra al Ghul han donat lloc al seu renaixement eventual. Derrotat, jura que visitarà la gran agonia a Red Hood si mai el torna a veure.
Batman i Aquaman es dirigeixen a una illa, on es troba la Lliga d'assassins, després que Ra hagi exhumat els cossos de Damian Wayne i Talia. Ra havia ordenat la caça de balenes, creant súpers humans alterats genèticament en les entranyes dels catxalots, part d'un pla per reconstruir la Lliga d'Assassins. A l'interior del compost, es troben que Ra's esborra els discs durs nets, impedint la recuperació de dades. Com a regal de part, ha deixat a Batman els Heretges per mantenir-lo entretingut. Batman es dirigeix cap a l'avió d'escapament de Ra. Ve els cossos de Talia i Damian emmagatzemats dins d'ella, i s'aferren al fuselatge des de fora mentre l'avió es va enlairar. Tot i que els plans de Ra per anar a Paradise Island, es veu gairebé sorprès veure Batman batent sobre el parabrisa de l'habitacle. Des de fora, Batman crida perquè Ra torni a retornar al seu fill, però Ra li respon que és sang de la sang de Damian i el nen està en bones mans. Ell ordena que l'avió inclini el seu angle, fent que la cisalla del vent arranqui Batman de la seva compra i caigui al mar, on és capturat per Aquaman.
Llavors, Batman i Ra es troben amb Glorious Godfrey. El motiu de Glorious Godfrey per venir a la Terra és recuperar el Fragment del Caos, un poderós cristall que va pertànyer a Darkseid que va revelar que al Ghul de Ra estava amagat dins del sarcòfag que va elaborar per a Damian.
Durant Batman Eternal, Bruce especula breument que Ra's és la idea principal que es troba darrere de la majoria dels atacs contra ell que han deixat a les empreses Wayne Enterprises en fallida i Batman es va mantenir al límit. Tot i això, quan s'enfronta a Ra's, el seu enemic revela que, mentre que va ser convidat a participar en l'atac de la veritable obra mestra, va rebutjar l'oferta, ja que Ra preferiria destruir Batman quan el Cavaller Fosc cregués que el seu llegat serà etern. Ra's, en lloc de enderrocar-lo de tal manera.

### DC Rebirth
Ra's al Ghul es presenta als números de Detective Comics núm. 953-956 com a part de l'arc de la història de "League of Shadows", que surt del número 951-956 (d'abril a juliol de 2017).
Ra's al Ghul apareix a Dark Nights: Metal número 2 com a membre dels Immortals, un grup format pels éssers més antics del multivers. Participa en una discussió sobre com lluitaran contra la invasió del Multiverso Fosc.

## Poders màgics i habilitats no naturals
A causa de la seva dilatada vida i longevitat, Ra's ha acumulat un ampli coneixement i habilitats destacant la de Batman, incloent combat cos a cos, habilitats detectivesques, química, física i arts marcials. També ha obtingut molts contactes internacionals i una vasta fortuna al llarg dels segles.
Quan es troba en combat, ell afavoreix les armes més antigues (ja que ha tingut més temps per utilitzar-les que no pas un armament més modern). Aquestes armes inclouen cimitarres, katanes, boles, estrelles llançadores (shuriken), pellets de fum i explosius miniaturitzats. En Ra també està assistit pel seu dedicat i empat serb múscul Ubu .
Les eines més importants de Ra són les seves Basses de Llàtzer verdes, que curen qualsevol lesió, inclosa la mort recent, i recuperen a l'usuari al principi de la vida, però provoquen una bogeria temporal (o, per a aquells que són bojos com el Joker, el seny). La seva constant exposició a les fosses li ha concedit una resistència, força i curació lleugerament millorades, però també suposa el preu d'una aparició gradual de la bogeria si s'utilitza excessivament.
Juntament amb les seves habilitats i recursos físics, s'ha demostrat que , Ra's al Ghul, un cert nivell de competència amb el misticisme. En un esforç per garantir la seva existència continuada, ha demostrat en diverses ocasions la capacitat de transferir la seva ànima al cos dels altres, donant-li una manera de viure en cas que el seu cos físic sigui destruït i no pugui ser transportat a una Fossa de Llàtzer. Els detalls exactes d'aquest procés s'han mantingut inconsistents; de vegades sembla com si cal un ritual complicat per aconseguir aquest efecte, mentre que en altres ocasions és capaç de realitzar aquesta gesta amb un capritx, només mitjançant un contacte físic amb el seu amfitrió previst.
A New 52, Ra va guanyar temporalment vasts poders màgics després de banyar-se al pou dels pecats, la primera una Fossa de Llàtzer. Va afirmar que estava dotat de veritable immortalitat i va mostrar potències com la levitació, la projecció d'energia i la creació de construccions i la manipulació de la matèria. Tot i això, va perdre aquestes habilitats després de la seva batalla amb Jason Todd.

## Família
Els membres de la família de Ra's al Ghul són:

### El Sensei
Creat per Neal Adams el 1968, el Sensei va ser introduït originalment com a membre d'alt rang de la Lliga d'Assassins. Va ser retratat com un artista marcial envellit però altament qualificat. Durant la història de la Resurrecció de Ra's al Ghul, es va revelar que era el pare dels segles de Ra al Ghul. Mor durant la mateixa història.

### Dusan al Ghul
Creat per Peter Milligan i David Lopez el 2007, Dusan al Ghul (àrab: دوسان الغول ) era l'únic fill conegut de Ra. També se li va anomenar Ash'Shabah Al-Abyad (àrab: الشبح الأبيض ), que significa "el fantasma blanc". Tot i que se sap poc sobre el seu passat, es afirma que va néixer d'una unió destinada a reforçar la presa del seu pare sobre "algunes persones que ja es van extingir", suggerint que era més gran que els altres fills de Ra. Com a albí, mai va ser considerat un potencial hereu de l'imperi del seu pare. En última instància, es va sacrificar per assegurar la supervivència del seu pare durant la història de la Resurrecció de Ra al Ghul.

### Nyssa Raatko
Creada per Greg Rucka i Klaus Janson el 2003, Nyssa Raatko (àrab: نيسا رعتكو ) és la filla gran de Ra al al-Ghul. Va néixer a una dona sense nom a la Rússia del segle xviii. Després es convertiria en un supervivent de l'Holocaust. És assassinada per Cassandra Caín durant la històra One Year Later.

### Talia al Ghul
Creada per Dennis O'Neil i Bob Brown el 1971, Talia al Ghul (àrab: تاليه الغول) és la filla de Ra al Ghul. La mare de Talia era una dona d'ascendència mixta xinesa i àrab anomenat Melisande, que es van reunir amb Ra's al festival de Woodstock.

### Damian Wayne
Originalment apareixent com un infant sense nom a la novel·la gràfica Batman: Son of the Demon, 1987 , el personatge va ser introduït per Damian Wayne o Damian al Ghul (àrab: دميان الغول) per Grant Morrison i Andy Kubert el 2006. Damian és el fill de Bruce Wayne i Talia al Ghul, convertint-lo en el net de Ra's al Ghul. És hereu del Cap dels Dimonis i s'espera que un dia dirigeixi la Lliga. Ra l'ha criat per ser el nou Alexandre el Gran. La seva mare Talia al Ghul és criada per néixer per prendre i governar el món. Va ser molt agressiu fins que va conèixer el seu pare, Batman. Batman li va ensenyar a calmar-se i el va formar a ser el nou Robin. La seva perfecció genètica i el seu maquillatge genètic el van marcar per desgràcia com l'amfitrió ideal per al seu avi que vol fer-se càrrec del seu cos.

### Mara al Ghul
Creat per Benjamin Percy i Jonboy Meyers,, el personatge va debutar a Teen Titans Vol.6 el desembre de 2016. Mara al Ghul és néta de Ra's al Ghul, filla del difunt Dusan al Ghul i cosina de Damian Wayne. Presentada com a enemiga a Damian, també va ser criada per la Lliga d'Assassins. Ella i Damian eren membres del Demon's Fist, un grup d'elit de la Lliga. Se suposa que Damian liderava el Demon's Fist, però ara dirigeix el grup des que Damian va triar el seu pare a la Lliga. Mara odia a Damian des que la va deixar amb una cicatriu a l'ull dret durant un entrenament quan eren més joves. Mara no ha heretat l'albinisme del seu pare; té els cabells negres amb brots vermells. Com la resta de la seva família, és una lluitadora especialitzada i també es coneix com un artista amb talent.

### Athanasia al Ghul
Athanasia al Ghul és un personatge presentat fins ara només a la precuela Injustice 2 i no apareix en la continuïtat de la terra principal. És filla de Bruce Wayne i Talia al Ghul, germana de Damian Wayne i néta de Ra al Ghul. Athanasia és la filla secreta de Talia i Bruce i criada per Talia sense Bruce ni tan sols el coneixement de Damian. Mentre Talia permetia a Damian convertir-se en heroi i treballar amb el seu pare durant un temps, Talia va mantenir Athanasia un secret del seu pare i la va criar com a membre de la Lliga d'Assassins. Athanasia es veu per primera vegada al costat de la seva mare Talia, trencant el seu germà Damian fora de la presó. És insultada per l'aparent grosedat de Damian i vol que digui si us plau abans de deixar-lo sortir. Quan el Warden Dan Turpin intenta arrestar-los, el mata a ell i als guàrdies. Mentre sortia de l'edifici, Damian diu a la seva mare que controli la seva "criada", Athanasia, que llavors l'assalta. És només llavors quan Talia revela que Athanasia és la germana de Damian i la "Filla del ratpenat". Després de la caiguda del règim de Superman, Athanasia i la resta de la Lliga es van amagar. Treballa al costat de la seva mare i el seu avi en un esquema per recuperar la Terra dels humans que la destruïen. Durant una lluita amb Batman a la seva base secreta a la selva amazònica, Athanasia va semblar assassinada quan El Diablo va explotar i Athanasia no va ser blindada per l'explosió. Després va tornar a aparèixer al costat del seu avi a la ciutat de Gorilla com a convidats del rei Solovar. Treballa al costat de la seva mare i el seu avi en un esquema per recuperar la Terra dels humans que la destruïen. Durant una lluita amb Batman a la seva base secreta a la selva amazònica, Athanasia va semblar assassinada quan El Diablo va explotar i Athanasia no va ser blindada per l'explosió. Després va tornar a aparèixer al costat del seu avi a la ciutat de Gorilla com a convidats del rei Solovar. Treballa al costat de la seva mare i el seu avi en un esquema per recuperar la Terra dels humans que la destruïen. Durant una lluita amb Batman a la seva base secreta a la selva amazònica, Athanasia va semblar assassinada quan El Diablo va explotar i Athanasia no va ser blindada per l'explosió. Després va tornar a aparèixer al costat del seu avi a la ciutat de Gorilla com a convidats del rei Solovar.

### Altres
Tot i que va engendrar fills amb diverses dones, Ra al Ghul només té dos matrimonis confirmats. La primera va ser a Sora,la mort del qual va posar a Ra en el camí cap a convertir-se en el "Cap del dimoni". La segona va ser a Melisande, mare de Talia.
També sembla que Ra té una germana sense nom o mitja germana, una assassina femenina pertanyent a un grup anomenat "Les filles d'Acheron", els membres del qual comparteixen el mateix pare. Un altre membre és una dona que utilitza l'àlies "Promesa". No és clar si el seu pare comú, "Acheron", és en realitat el Sensei (convertint-les en totes les "germanastres" de Ra) o si Ra només té una mitja germana del costat de la seva mare.
A Batman and Robin #12, es revela que Talia ha clonat el seu fill, Damian. El clon és, per tant, un net de mena de Ra al Ghul. A més, Nyssa va afirmar una vegada que ha parit dotze vegades, obrint la possibilitat que Ra tingués molts altres descendents.

## Implicació amb Batman
Després que Talia es trobi i s'enamori de Batman a Detective Comics #411 (maig de 1971), Ra comença a considerar Batman com a possible hereu. El primer de Ra dedueix la identitat secreta de Batman quan raona que el cavaller fosc ha de ser ric i només s'assabenta que Bruce Wayne ha comprat l'equip que 
lluitava un combat; aleshores està preparat per sotmetre a Batman a una última prova.
La sorpresa de Ra sorprèn a Batman a la Batcova, aparentment, oferiria l'ajuda de Batman per rescatar tant Talia com Dick Grayson, el primer Robin, els dos que aparentment han estat segrestats. Batman descobreix aviat que tot el tema és una xarada orquestrada per Ra's per posar a prova Batman, la qual ell passa. Ra demana a Batman que es converteixi en el seu hereu, cosa que Batman rebutja, horroritzat pel seu pla genocida de "netejar" el món. Aquesta història es va adaptar posteriorment a una història de dues parts a Batman: The Animated Series durant la seva tercera temporada amb el títol "La cerca del dimoni".
Tot i ser enemics mortals, Ra al Ghul i Batman mantenen cert nivell de respecte els uns amb els altres. De forma similar a The Riddler, Ra admira en primer lloc la facultat intel·lectual de Batman, referint-se regularment a Batman com a "detectiu" o "el detectiu" quan parla amb ell o sobre ell. Tot i ser conscient de la veritable identitat de Batman com Bruce Wayne des de la primera reunió, Ra's no ha exposat mai aquesta informació al públic ni als altres enemics de Batman; cosa que Batman va atribuir al codi personal d'honor de Ra. Tot i això, Ra's ha utilitzat repetidament aquest coneixement en benefici propi a l'hora de fomentar plans i contingències contra Batman.
A la història "Resurrection Night" de Batman # 400, Ra's ajuda a tots els enemics de Batman a escapar de l'Asil Archham i del centre penitenciari de Gotham, posant-los en un pla per segrestar determinats individus a tota la ciutat de Gotham que estan vinculats d'una forma o una altra a Batman. L'autèntica intenció de Ra és mostrar a Batman la bogeria dels seus esforços per protegir una societat corrupta, segons la seva ment, permet que els delinqüents existeixin i floreixin. Ra's eventualment utilitza la fossa mentre encara està en salut, tant augmentant la seva força com posant la seva vida en risc, en un intent de superar al Cavaller Fosc. El pla s'enfila, ja que Ra es deixa arruïnar a la fossa, aparentment destruïda.
Altres versions [ editar ]

### Son of the Demon
A la novel·la gràfica Son of the Demon, Ra ajuda amb èxit a l'ajuda de Batman en derrotar a un assassí i governant de guerra, Qayin (una variació de l'ortografia de Caim), que ha assassinat a la llavors esposa de Ra Melisande (la mare de Talia). Durant aquesta història, Batman es casa amb Talia i queda embarassada. Batman està gairebé assassinat protegint Talia dels agents de l'assassí. Al final, Talia acaba amb la seva relació amb Batman, sense voler posar-lo en perill. Afirma haver-se produït de malavirada i el matrimoni es dissol. Finalment, el nen neix i queda en un orfenat (amb el nom de Ibn al Xu'ffasch). L'única identificació proporcionada és el collaret encastat amb joies de Talia, que antigament pertanyia a la mare de Talia. Dues històries d'Elseworlds, Kingdom Come i Brotherhood of the Bat, presenten dues versions alternatives d'Ibn com a adult, que s'acorden amb el seu doble patrimoni. Durant un temps, la política de DC Comics va ser que el fill del dimoni no era canònic i que Batman no tenia cap fill. La recent aparició del nen (sota el nom de Damian) en un número de Batman implica que aquesta política pot haver canviat.

### 31st Century
Anteriorment, Ra ha estat revelada com viva en el marc del segle 31 de la posterior remoot Legion of Super-Heroes, després de la Zero Hour, que va substituir a Leland McCauley.

### Superman & Batman: Generations
A la primera Superman & Batman: Generations, creada per John Byrne, Bruce Wayne rastreja Ra's al Ghul després de passar el mantell de Batman al seu fill. Ra's ofereix a Bruce (a qui s'adreça com a “Adversari”) una oportunitat d' immortalitat. Ra's ha determinat que si dues persones entren a la fossa de Llàtzer, la Fosa fusionarà ambdues forces de la vida, destruint una ànima en el procés i imbuint l'altra amb la joventut i la immortalitat sense la follia que es produirà. Amb les seves úniques opcions de ser una oportunitat cinquanta-cinquanta de mort a la fossa o assassinat pels homes de Ra, Bruce accepta el procés. Sobreviu a l'exposició a la fossa i utilitza posteriorment l'imperi criminal de Ra per crear clandestinament una xarxa humanitària internacional. També es converteix en envelliment gairebé immortal un any per cada segle.

### Spider-Man/Batman
Al llibre de crossover de Batman & Spider-Man: New Age Dawning (considerat una història d' Elseworlds ), Ra's inicia els plans per a la devastació mundial. Ell manipula Kingpinal seu costat infectant la dona del senyor del crim amb Vanessa amb una malaltia terminal i prometent-li la cura a canvi de la seva fidelitat. Llavors, Ra li ordena que premeu el botó de les seves màquines que enviarien la ciutat de Nova York sota l'oceà. En última instància, Spider-Man i Batman interfereixen i Kingpin revela que coneix els plans de Ra i permet als dos herois pujar al seu avió perquè puguin ajudar-lo. Derrotada, els arcs de Ra van sortir del pla amb gràcia, però afirma que no hi ha cap cura per a la malaltia. Vanessa convenç al seu marit que no desitja més violència i se'n van. Talia aviat dona la cura a Batman, que després la dona a Spider-Man, que li passa a Kingpin.

### The Batman Adventures
A The Batman Adventures # 1, tot i que Ra no va aparèixer, té un paper més gran entre els escenaris al llarg de la Society of Shadows i el Pingüí. Finalment, Ra apareix al número 4, en què lluita contra Batman de nou només per ser derrotat per ell una vegada més. L'escriptor de la sèrie, Ty Templeton, va voler tornar a aparèixer a Ra al número 5 que el representava a la presó, però el seu guió per a la història planificada va ser rebutjat perquè DC Comics li va dir i Dan Slott que estaven "acabats" amb Ra's i que era temps per moure's amb altres personatges, donant lloc al número 5 com a història de Black Mask és la falsa cara de la societat.

### Amalgam Comics
A la dimensió alternativa d'Amalgam Comics, Ra's es fon amb l' Apocalipsi de la Marvel Comics, que es converteix en "Al-Pocalypse de Ra". La filla de Ra, Talia, es fusiona amb Lady Deathstrike per convertir-se en "Lady Talia".

### Earth-C
A Captain Carrot and the Final Ark, Ra's es troba parodiat com Rash Al Paca, una alpaca que planeja salvar el medi ambient de "animalkind" augmentant l'escalfament global i inundant el planeta.

### Kingdom Come
A Kingdom Come, un superhumà despullat va afirmar que va morir al Ghul de Ra. El net de Ra, Ibn al Xu'ffasch, és membre del Front d'Alliberament de la Humanitat de Lex Luthor. Quan l'aparició de Gog amenaça aquesta realitat, Ibn utilitza una Banyera de Llàtzer per restaurar la vida de Ra per intentar trobar una solució en col·laboració amb Lex Luthor i Brainiac, però no aconsegueixen trobar una solució. Tots tres intenten trair a Ibn, i Lex i Brainiac moren a la seva pròpia trampa per ell. Ra es fica amb un duel d'espases amb el seu net a la Batcova i el mata.

### Flashpoint
En la línia de temps alternativa de l' esdeveniment Flashpoint, Ra's al Ghul és un jove i membre del consell H.I.V.E.. Va votar en contra d'utilitzar armes nuclears per acabar amb la guerra a Europa occidental entre Aquaman i Wonder Woman.

### Batman/Teenage Mutant Ninja Turtles
A la minisèrie crossover de Batman/Teenage Mutant Ninja Turtles quan el Clan Foot arriba inicialment a Gotham, Batman considera la possibilitat que siguin una branca de la Lliga d'Assassins, però rebutja la idea ja que les habilitats de combat dels Peus mostren un enfocament en un tema específic. àrea d'arts marcials en contraposició a les més variades competències de la Lliga. Després de Shredder intenta escapar d'un enfrontament amb Batman i les Tortugues, s'enfronta a Ra's, que li ofereix una aliança. Amb un munt de mutagènics frescos portats a l'univers DC per Casey Jones,Shredder i Ra intenten portar el món fins als genolls deslligant les seves monstruositats mutades (començant pels interns de l'Asil Arkham), però són derrotats pels esforços combinats del Batman, el propi net de Ra Damian, les Teenage Mutant Ninja Turtles i Splinter, que obliguen a Ra a fugir.

### Arrow
Al còmic Arrow, la temporada 2.5 , quan coneix el grup terrorista Onslaught i el seu líder Khem-Adam, el desig de Ra parlarà amb ell. Envia Nyssa al Ghul i Sara Lance per recuperar-lo de la seva base a les coves Amon-Shu de Kahndaq . Arriben de nou, amb ell i una noia anomenada Mesi Natifah. Volent venjar-se a Mesi, li dona la seva espasa per executar-lo.

### Batman '66
Ra apareix com el principal antagonista en una història de crossover entre Batman '66 i Wonder Woman '77 (que té lloc a la continuïtat de la interpretació d'Adam West de Batman i de la de Lynda Carter de Wonder Woman). Ell i la seva filla Talia es coneixen per primera vegada amb Bruce als anys 40 en una subhasta de la Fundació Wayne per donar suport a l'esforç de guerra, on The League of Shadows i els nazis intenten fer una aposta per un llibre on es detallen els tresors i ubicacions antigues. Quan s'enfronten al guanyador de la subhasta del llibre, el senyor Finlay, els joves Bruce i Talia s'escapen amb els dos llibres per mantenir-los segurs. Ra troba a Bruce al laberint i amenaça la seva vida, però Bruce s'escapa mentre Ra aconsegueix aconseguir un dels llibres.
Vint-i-dos anys després, Talia contracta Catwoman per robar el segon llibre del senyor Finlay. Batman, Robin i Catwoman viatgen a l'illa del Paradís per avisar Wonder Woman i la seva gent que la Lliga de les ombres envairà una de les zones properes, amb Diana sabent que la Ra és després de la Banyera de Llàtzer de l'illa. Ra's fa servir el fossat per restaurar la seva joventut i ofereix als quatre la possibilitat d'unir-se a la Lliga de les ombres, però es neguen. Ra intenta enterrar-los vius, però se'ls salva gràcies a la intervenció de Wonder Girl i Talia rescatant-los a l'esquena del seu pare (mantenint sentiments per a Bruce). Talia és col·locada a la presó per les amazones, mentre que Ra aconsegueix escapar.
11 anys després, Catwoman ajuda a Talia a escapar de l'illa paradisíaca i els dos Ghuls continuen buscant les Banyeres de Llàtzer. Gràcies a espiar Wonder Woman i Batman, la Lliga descobreix que hi ha una fossa a Gotham sota l'Archyl Asylum. Ra contracta el Riddler, Mr. Freeze, Clayface, Killer Croc i Cheetah per mantenir els herois a ratlla. Batman segueix Ra a prop del fossat i intenta detenir-lo, però Ra utilitza els seus assassins màgics per evitar que interfereixin. A causa de l'ús del pit abans de la darrera vegada que el va utilitzar, Ra's ha envellit als deu anys. Les dues Ghuls són preses per les autoritats, amb Batman entristit que Talia va triar seguir la influència del seu pare.

### Injustice 2
Ra és el principal antagonista de la sèrie de precurts còmics del videojoc Injustice 2. Després de la caiguda del Règim, pren el control de l'Esquadró Suïcida, utilitzant-los per eliminar Damian Wayne fora de l'illa de Stryker i segrestar els caps de les grans empreses per a la seva execució, inclosa Ted Kord. També organitza el segrest dels familiars de superherois actius com a element dissuasiu de la seva implicació en els seus plans i ressuscita a Alfred Pennyworth amb una de les seves Banyeres de Llàtzer. El pla de Ra s'acaba quan Batman i les restes de la Insurgència, incloent al successor de Ted com a Escarabat blau Jaime Reyes va entrar a la seva base, matant inadvertidament tota la vida en perill d'extinció que protegia. Al sortir, Ra revela que havia ordenat a Jackson Hyde atacar el congrés dels Estats Units, causant la mort de milers i danyant els plans de reconstrucció de la societat de Batman. També es revela que ha estat treballant amb Solovar i que té possessió de l'androide Amazo. La guerra entre ell i Batman continua fins que ell i Solovar són usurpats per Gorilla Grodd. Durant el cop de Grodd, intenta advertir Bruce sobre el cop abans que fos controlat per la seva ment. Com a última petició, demana a Bruce que protegeixi els seus néts. Aviat, Ra va aparèixer davant Grodd i va ser assassinat pel nou governant de Gorilla City. Malgrat l'aparent mort de Ra al còmic precuela, apareix viu en els propis jocs on apareix en el final del personatge de Black Adam.

## En altres mitjans

### Televisió

#### Animació
- Ra's al Ghul va fer la seva primera aparició en mitjans diferents dels còmics de Batman: The Animated Series, doblat per David Warner.Al final de l'episodi "Off Balance", la seva filla Talia al Ghul l'informa sobre Batman. Això configura l'escenari per a aparicions posteriors, on és el personatge de l'episodi. L'episodi de dues parts "La cerca del dimoni" adapta els intents de Ra del còmic per convertir Batman en el seu hereu i netejar el món de la humanitat. Després que Batman es negui a seguir els passos de Ra, activa un pla per detonar les bombes a les Banyeres de Llàtzer a tot el món. Se suposa que Ra és mort quan cau en una de les banyeres, però el final el revela estar viu. A l'episodi "Avatar", els intents de Ra per obtenir veritable immortalitat. Tot i que Batman aconsegueix aprendre a Ra al final, Talia acaba alliberant al seu pare i enviant-lo a Batman. A l'episodi "Showdown", Ra deixa una cinta d'àudio per a Batman i Robin (Dick Grayson) després que els segrestadors de Ra segrestin un ancià d'un xalet. La gravació descriu com Ra i el seu fill Arkady Duvall (doblat per Malcolm McDowell) van conèixer i van combatre el personatge de Jonah Hex el 1883. Hex va derrotar a Arkady, i Ra va ser obligat a deixar el seu fill enrere. Quan Batman i Robin es posen al dia amb Ra's en l'actualitat, Ra's revela que el vell és el seu fill, que s'havia esvaït després de complir una pena de 50 anys de presó. Atès que els 50 anys de distància de les Banyeres de Llàtzer vol dir que la ment i el cos d'Arkady estan més enllà del poder de guarir dels Pits, Batman deixa que Ra s'adopti a Arkady perquè el pare i el fill puguin passar una estona junts abans que aquest mori.
  - La següent aparició de Ra és a Superman: The Animated Series. A l'episodi "Knight Time", Tim Drake l' esmenta com a sospitós Batgirl i Nightwing pensava responsable de la desaparició de Batman. L'episodi "El dimoni renaix" revela que Ra es mor. El poder de les Banyeres de Llàtzer per allargar la seva vida ha disminuït a mesura que les edats de Ra, deixant-lo caure i confinar a una cadira de rodes. Ell es complica per sifonar Superman és "l'energia de la vida" mitjançant un artefacte nadiu americà per rejovenir-se. Tot i que la mort de Ra mor, Talia comença el procés, tornant a donar vida a Ra i fent-lo més fort que mai. Quan Batman obliga a Ra a triar entre obtenir encara més força de Superman o salvar Talia, Ra's tria la seva filla, però tots dos cauen en un riu subterrani abans que esclati la seva gana.
  - Ra també apareix a Batman Beyond. En algun moment abans de la retirada de Batman original, Talia va ajudar a derrotar a Ra durant un darrer enfrontament al "Pròxim Apocalipsi del 09". Aquesta batalla va deixar a Ra amb les ferides massa grans fins i tot per reparar les capacitats curatives del la Banyera de Llàtzer. Mitjançant un dispositiu que pogués copiar els seus pensaments i records en un parent genètic proper, Ra va traslladar la seva ment al cos de Talia. A l'episodi "Fora del passat", Ra posa a la seva filla (doblada per Olivia Hussey) per manipular a la gent gran Bruce Wayne per utilitzar la Banyera de Llàtzer per restaurar la pròpia joventut de Wayne abans de empresonar Bruce al seu refugi de la mansió. Després d'haver modificat el dispositiu de la transferència mental per aplicar el procés de transferència a qualsevol hoste, té la intenció de fer-se càrrec del cos de la seva nèmesi i posar-se com a fill de Bruce i Talia per prendre el control de Wayne Enterprises. Ra's es veu frustrat pel nou Batman (Terry McGinnis). Mentre intenta salvar els equips de transferència de ment, Ra's és assassinat quan la fossa Llàtzer s'encén en una explosió ardent.
- Ra's al Ghul apareix a Batman: The Brave and the Bold, doblat per Peter Woodward.[50] versió de Ra's està interessada a fer de Dick Grayson el seu hereu en lloc de Batman o de la seva pròpia filla. A l'episodi "Sidekicks Assemble", els intents de Ra d'infectar a Coast City amb plantes mutades utilitzant la seva illa voladora, però és detingut per Robin, Aqualad i Speedy. Ra's aconsegueix escapar amb Talia al Ghul. Posteriorment fa una aparició cameo a la narració inicial de l'episodi "El setge de Starro" (primera part) on ell i Ubu són frustrats per Batman. L'última aparició de Ra és a l'episodi "Crisi 22.300 Miles Over Earth". El seu pla i el seu exèrcit són aturats per Batman, la the Justice League International i la Justice Society of America amb l'ajuda de Talia. Per primera vegada, Ra es cau en un abisme a l'Himàlaia després d'una baralla amb Batman.
- Ra's al Ghul apareix a la sèrie d'animació Young Justice, amb Oded Fehr. En l'episodi "Objectius", Ra empra l'assassina Cheshire de la Lliga de les Ombres i la policia Sportsmaster per matar Lex Luthor i un parell de diplomàtics asiàtics. La trama està avortada per Red Arrow i Aqualad. Posteriorment, l'episodi revela que el company de Ra i el seu company de guerra, Lex Luthor, havien traçat tant l'intent d'assassinat dels agents de Ra's com una segona operació per evitar que triomfés, que va ser realitzada per l'empleada de Luthor, Mercy Graves. El pla és utilitzar l'incident orquestrat per convèncer els diplomàtics de fer un acord d'armes amb Luthor per ajudar la conspiració antiherois coneguda com "la Llum " (Consell d'Administració del Projecte Cadmus). L'episodi “Revelació” presenta a Ra com un membre d'alt rang (“L-2”) de la Llum. A l'episodi "Auld Acquaintance", Ra's, Luthor i altres super-vilans Queen Bee, Ocean Master, Brain i Monsieur Mallah s'infiltren al laboratori de Project Cadmus i roben clons que Cadmus ha creat, així com la poda criogènica original de Speedy. A l'episodi "El més fosc", Ra's es troba amb la llum quan Black Manta els explica el progrés de la seva missió. A l'episodi "Summit", Ra's i the Light es troben amb els extraterrestres coneguts com el Reach a les coves de Santa Prisca. Durant la reunió, Ra revela a la súper-villana Tigress com el personatge presumpte mort Artemis eliminant l'encant místic que emmascara la seva identitat. Durant la lluita dels herois amb la Llum i el Reach, Black Beetle aplega Ra. El servent de Ra, Ubu escapa de Santa Prisca amb el cos del seu amo. Ra al Ghul també apareix a Young Justice: Outsiders (ambientada dos anys després). Ra's ha estat destituït de la Llum i ha perdut el control de la Lliga de les Ombres davant el super-vilà Slade. Ra's té la custòdia del presumptament mort, ara amnèsic Jason Todd i el recent nascut Damian Wayne, fill il·legítim de la seva filla Talia i, sense saber-ho, Batman .
- Ra's al Ghul apareix a Beware the Batman, doblat per Lance Reddick.[51] Al final de l'episodi "Sacrifici", Lady Shiva , super vilana, troba que un paquet que el personatge que Anarky va robar a la Lliga d'Assassins conté el cos de Ra's. A "Fall", un flashback presenta Ra's trobant els agents del MI6 Alfred Pennyworth (el futur majordom i confident de Batman) i Edogawa Yamashiro (el pare del personatge Katana) en el passat. A causa d'una amenaça per a la família d'Edogawa, l'agent es va veure obligat a trair Alfred a Ra en la seva última trobada, provocant la mort d'Edogawa. En l'actualitat, Lady's Shiva reviu a Ra's. Prepara un dispositiu per fer fora la xarxa elèctrica de Gotham City i deixar-la en la foscor. Batman i Katana arriben per aturar a Ra's. Ra's derrota a Batman en el combat cos a cos i gairebé el mata abans que intervingui Alfred. Katana i Alfred gairebé no s'escapen, i Ra's activa el dispositiu. A "Darkness", Ra's ha submergit Gotham en la foscor i pretén fer-lo servir com a exemple dels seus plans antropològics misantròpics per a la resta del món. Ha capturat Alfred i Katana quan intenten entrar a la seva gespa. Ra's també causa un terrabastral a la Penitencieria de Blackgate al final de l'episodi. A "Reckoning", Ra empra els vilans del Professor Pyg, Mr. Toad, Magpie, Tobias Whale, i Phosphorus Rex, així com el Cypher , operador de la Lliga d'Assassins , per matar Batman, oferint-los una part de Gotham com a pagament. Ra's també intenta manipular a Katana per matar a Alfred per venjar la mort del seu pare. Ella es nega, i Ra's es prepara per matar-les a les dues, només perquè Tobias arribi amb un Batman capturat. Batman es deixa alliberar i es compromet a Ra's en combat, mentre que l'aliat de Batman, Barbara Gordon desactiva el dispositiu que ha enderrocat la xarxa elèctrica de Gotham. Batman derrota a Ra alliberant les ànimes dels enemics de Ra d'una arma màgica dels escuts de Ra. Els esperits venjatius arrosseguen Ra en un pou sense fons, presumiblement a la seva mort.

#### Acció en viu
- Ra's al Ghul apareix a Arrowverse, interpretat per Matthew Nable. L'actor de cinema Liam Neeson va manifestar el seu interès a reprendre el seu paper de Batman Begins per a la sèrie, però no va poder assumir el seu paper a causa de la programació.[52]
  - El personatge apareix com el principal antagonista de la tercera temporada de la sèrie de televisió Arrow, de The CW , després de ser al·ludit a les dues temporades anteriors. Ra al Ghul es retrata com un moniker passat d'un successor a un altre. Com a líder de la Lliga d'Assassins i el pare de Nyssa al Ghul i Talia al Ghul, l'actual individu finalment va aprovar l'entrenament tant per a Malcolm Merlyn i Sara Lance (The Canary). Més tard, Ra busca matar a Merlyn per haver trencat el codi de la Lliga després de deixar Nanda Parbat. A la tercera temporada, Malcolm intenta treure l'esquena de Ra tenint la seva filla Thea Queen matar Sara per manipular Oliver Queen en confessar l'assassinat per protegir la seva mitja germana i desafiar a Ra a un judici contra combat. Oliver és derrotat per Ra's, però sobreviu estretament gràcies a Tatsu Yamashiro, donant lloc a Ra que considera Oliver com a hereu profetitzat. Després que Oliver declivi el lloc de Ra al Ghul, Ra ataca sistemàticament la casa de Oliver a Starling City per pressionar-lo perquè s'endugués el títol. Finalment, Ra ferirà mortalment a Thea de manera que Oliver haurà de venir a Nanda Parbat i acceptar l'oferta de Ra a canvi de curar-la Thea amb la Banyera det Llàtzer. Desesperat per salvar Thea, Oliver accepta entrenar com a hereu Al Sah-him. Al final de la temporada, Ra planeja desencadenar un atac amb armes bio a Starling City perquè Oliver no senti l'atracció de la seva antiga llar. Tot i això, Oliver revela que continua sent fidel als seus amics. Amb l'ajuda de Nyssa, Oliver reputa el pla i torna a duel a Ra, aquest cop matant-lo. A canvi d'ajudar-lo amb la trama per enderrocar Ra's, Oliver cedeix el títol de Ra al Ghul i el control de la Lliga d'Assassins a Malcolm. A la quarta temporada, Malcolm i Nyssa inicien una guerra civil de la Lliga quan utilitza el Llàtzer Pit per reviure la seva xicota Sara Lance, que la corromp amb lluita de sang. Nyssa ofereix una cura per a la sang de Thea a canvi que Oliver ajudi Nyssa a derrocar Malcolm. Oliver duel·la Malcolm i el derrota. Tot i això, Nyssa declina el lideratge de la Lliga en lloc de dissoldre-la[53] A la cinquena temporada , Talia busca venjança sobre Oliver per haver assassinat Ra i treballa amb Adrian Chase per fer-ho. Talia i Nyssa lluiten contra Lian Yu amb Nyssa derrotant Talia.
  - Ra's al Ghul reapareix a Legends of Tomorrow.[54] A l'episodi "Left Behind", Sara Lance torna a Nanda Parbat després de ser encallada el 1958. Dos anys després, la resta de l' equip de Legends viatgen a Nanda Parbat per recuperar Sara, però ella els encén i els ha pres. Rip Hunter desafia a Ra a un assaig per combatre amb les dues parts nominant a Kendra Saunders i Sara com a campiones. El duel és interromput per un atac del caçador temporal de recompte Chronos, que mata diversos membres de la Lliga. Ra allibera les Llegendes per preservar la Lliga i després de derrotar a Chronos, ell allibera Sara de la Lliga, deduint que ella és del futur i va ser ensenyada per la Lliga del seu període. Abans de marxar, Sara aconsella al Ghul de Ra per assegurar-se que la seva filla nascuda, Nyssa, estigués a Lian Yu el 2008 (per localitzar a Sara la primera vegada).[55]
- Ra's al Ghul apareix a la tercera i quarta temporada de Gotham, interpretat per Alexander Siddig.[56] Aquesta versió del personatge, a més de dirigir la Lliga d'Assassins, també està vinculada a la Cort dels Mussols, tot i que té els seus acòlits disposats de la Cort un cop acabi amb ells. A "Heroes Rise: Destiny Calling", Ra's al Ghul es troba amb Bruce Wayne, a qui els minions de la Cort han rentat al cervell, i demana al nen que sigui el seu hereu. Com a "prova final", ordena a Bruce que mati el seu majordom Alfred Pennyworth. In "Heroes Rise: Heavydirtysoul", després visita Bruce i Selina i revela que va triar viure perquè pogués transformar Bruce en un "Dark Knight of Gotham" després de rebre una visió d'un esdeveniment cataclísmic que arribaria a la ciutat. A "Un mal dia", forma una aliança amb el criminal psicopàtic Jeremiah Valeska, que també té ambicions de "transformar" Gotham. A la terra de "No Man", destrueixen els ponts de la ciutat, aïllant Gotham de la resta del món, però no abans que l'antiga amant de Ra i la protegida Barbara Kean el causessin mortalment amb el punyal. Al morir, li diu a Bruce que ha de triar si es vol mantenir simplement Bruce Wayne o convertir-se en "Dark Knight" de Gotham. L'episodi "I Am Bane" va tenir Bruce Wayne i Jim Gordon aprenent que Theresa Walker és la filla de Ra al Ghul, Nyssa.

### Cinema

#### Acció en directe

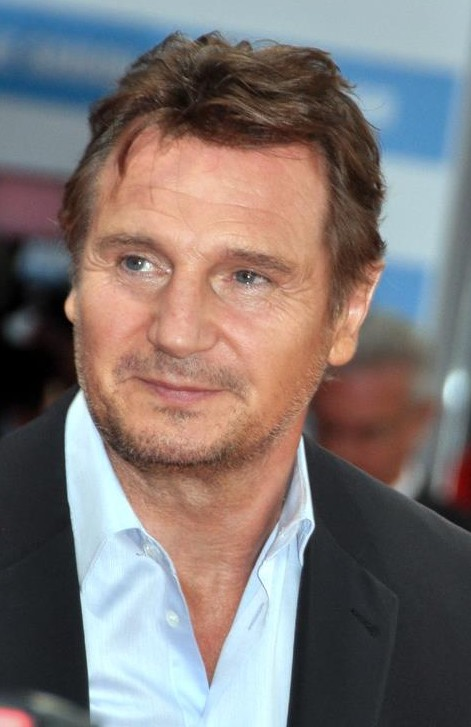
Liam Neeson que interpretà a Ra's al Ghul / Henri Ducard a Batman Begins (2005).

- Liam Neeson va interpretar Ra al Ghul a The Dark Knight Trilogy.
  - Ra's al Ghul apareix per primera vegada a Batman Begins. Ken Watanabe va interpretar una guarnició del personatge. És el cap de l'organització mil·lenària Lliga de les Ombres, amb seu a l'Himàlaia, que es dedica a mantenir l'ordre i la justícia en un món que considera decadent i corrupte. Durant la primera meitat de la pel·lícula, el personatge passa per "Henri Ducard", un aparent servent de la seva pròpia decoració. Ra's actua com a mentor de Bruce Wayne, ensenyant la formació furtiva i en arts marcials que el seu protegit utilitzarà un dia com a Batman. Ordena a Bruce que executi un lladre com a prova final, però Bruce es nega i (desesperat per escapar-se) crema el temple de la Lliga de les Ombres. Bruce salva el Ra mentre la presa és assassinat per caure restes. Durant el clímax de la pel·lícula, Ra's revela a Bruce que és el cap més important de molts mals que han patit la ciutat de Gotham. amb el seu pla final és dispersar la toxina de Jonathan Crane que indueix la por al subministrament d'aigua de Gotham. Finalment, revela a Bruce que la Lliga de les ombres havia intentat destruir Gotham mitjançant una depressió econòmica que va provocar indirectament l'assassinat dels pares de Bruce. En el seu enfrontament final, Batman derrota a Ra i el deixa en un tren desbocat que cau d'un pont, s'estavella i esclata, matant-lo.
  - A continuació, Ra de al Ghul apareix a The Dark Knight Rises.[57][58][59][60][61] Josh Pence interpreta la jove representació del personatge en flashbacks establerts 30 anys abans dels esdeveniments de la pel·lícula.[62] En una part antiga del món, era un mercenari que treballava per a un cap de guerra local. Es va enamorar de la filla del cap de guerra amb qui es va casar en secret. Quan el cap de guerra es va assabentar, el mercenari va ser condemnat a una presó coneguda com "La fossa". La filla va intervenir en nom seu, de manera que el cap de guerra el va exiliar mentre va condemnar la filla a la vida a "La fossa". Desconegut del mercenari, la seva dona estava embarassada del seu fill. Després que la seva dona fos assassinada en un atac d'altres presoners per Bane i més tard es van escapar del fossat i van anar a buscar el seu pare. Ra ha convertit la Lliga de les ombres a la presó, assassinant diversos interns i alliberant Bane. Però, fins i tot després que Bane salvés la vida de Talia, Ra va veure a Bane només com un record del lloc on va morir la seva dona i va excomunicar Bane del grup. Durant la programació principal de la pel·lícula, Talia i Bane van assumir el lideratge de la Lliga de les Ombres després de la mort del seu pare, van viatjar a Gotham per acabar el seu treball i venjar la seva mort, per la qual cosa es culpa a Batman. Una al·lucinació diu al seu antic protegit que té un hereu que està fent la missió de la Lliga de les ombres per destruir Gotham. Recitat a la fossa, el cant popular deshi basara (àrab: دشي بسرعة) és de la llengua marroquina, indicatiu dels antecedents àrabs de Ra's al Ghul.[63][64]

#### Animació
- Ra's al Ghul apareix a Batman: Under the Red Hood, doblat per Jason Isaacs.[65][66] Aquesta versió és responsable de la resurrecció de Jason Todd després que el Joker matés Robin. Quan Batman viatja a la seva fortalesa per interrogar-lo, Ra revela que havia pensat arruïnar l'economia d'Europa destruint els seus centres financers i havia contractat al Joker per proporcionar distracció a Batman i Robin. El Joker es va convertir en malsonant, però va matar a Robin. Plagat de culpabilitat, Ra's va ressuscitar a Jason a través de la Banyera de Llàtzer, però el noi es va tornar boig i va tornar a la ciutat de Gotham com a vigilant assassí Red Hood, amb intenció de venjar-se del Joker. Per primera vegada, Ra es veu al butlletí de notícies sobre la desaparició de Red Hood i el retorn del Joker a Arkham Asylum.
- Ra's al Ghul apareix a Son of Batman, doblat per Giancarlo Esposito.[67] Aquesta versió està representada com el mentor de Damian Wayne i la possible figura del pare. Durant començament de la pel·lícula, ell i Dusan al Ghul són víctimes de DeathstrokeOPA 's. Després de la seva mort, Damian, de dotze anys, intenta desesperadament submergir el seu avi a la fossa de Llàtzer, però Talia al Ghul afirma que la fossa de Llàtzer no el pot salvar, ja que el seu cos estava massa malmès per la seva capacitat de revifar.
- A Batman vs. Robin és esmentat pel seu net Damian, que diu al seu pare que "Ra al Ghul no era gaire llançador de pel·lícules". Més tard va dir a Nightwing que Ra al Ghul li havia ensenyat tot el que sabia de combat personal.
- Ra's al Ghul sembla que torna a la Justice League vs. Teen Titans, doblat per Terrence C. Carson. Com a seguiment de Son of Batman, un dimoni que afirma ser Ra al Ghul es troba amb el seu net, el segon Robin, al regne infernal de Trigon, on afirma que Trigon és el creador de les Fosses de Llàtzer i que el seu ús seria comporta un preu en forma de servitud eterna després de la mort del destinatari. Com a servent de Trigon, es trenca el cristall que Ravenpretén fer servir per tornar a empresonar el seu propi pare. Robin, després d'haver-se unit amb Raven i els altres quatre adolescents titans, ataca el dimoni Ra en defensa de Raven, acabant per tallar-li el cap. El seu cos és arrossegat a un monòlit per una horda de dimonis de Trigon.
- A Teen Titans: The Judas Contract, Damian havia dit a Dick Grayson que "L'avi quedaria impressionat amb la sang ".
- Ra's al Ghul apareix a Batman vs. Teenage Mutant Ninja Turtles doblat per Cas Anvar, com a nova parella d'Oroku Saki del clan dels peus.

### Videojocs
- Ra's al Ghul apareix al videojoc Batman: Dark Tomorrow, doblat per Don Leslie.
- Ra's al Ghul apareix al videojoc Batman Begins video game, wamb Liam Neeson com Henri Ducard/Ra's al Ghul i Ken Watanabe com "Decoy Ra's al Ghul".
- Ra's al Ghul apareix a DC Universe Online.
- Ra's al Ghul apareix a Batman: Arkham City doblat per Dee Bradley Baker

#### SèriesLego
- Ra's al Ghul es presenta com un personatge desbloqueable a Lego Batman: The Video Game.[68]
- Ra's al Ghul apareix a Lego Batman 2: DC Super Heroes, doblat per Steve Blum. És un personatge de lluita principal i desbloqueig que es troba a l'estació de metro del nord.
- La versió de Batman Begins de Ra's al Ghul (com Henri Ducard) apareix com un personatge jugable de Lego Batman 3: Beyond Gotham mitjançant contingut descarregable.
- Ra's al Ghul apareix a Lego DC Super-Villains, doblat per JB Blanc.[69]

#### SèriesArkham
Ra's al Ghul ha estat una de les bases de la franquícia Batman: Arkham on Dee Bradley Baker el va doblar:
- A Batman: Arkham Asylum, es pot trobar el cos de Ra's al Ghul en una bossa del cos a la part morgue de la mansió d'Arkham, a prop de l'oficina del doctor Penny Young. El seu personatge bio s'obté després d'escanejar el cos. Si el jugador torna a la morgue més tard del partit després de completar la història principal, el cos desapareix, molt probablement pres per la Lliga d'Assassins per ser ressuscitat en una fossa de Llàtzer.
- A Batman: Arkham City, després que Batman estigui infectat amb la sang enverinada del Joker, intenta recollir una mostra de la sang de Ra's al Ghul (que té capacitats regeneradores) per trobar una cura. Dirigint-se a les ruïnes de Wonder City, la lluita de Batman i Ra's quan el Dark Knight es nega a matar a Ra i pren el seu lloc com a líder de la Lliga dels Assassins. Després d'una llarga batalla, Batman acaba derrotant a Ra's i recopila forçàriament la seva sang, dient-li que la fossa Llàtzer li ha corromput la ment i li ha donat una oportunitat d'acabar amb la seva croada. Posteriorment, Ra es revela que és el poder que es troba darrere de Hugo Strange, el president de Arkham City, havent vist el professor com un possible successor en lloc de Batman. Apareix a Wonder Tower i mata a Strange per fracassar quan Batman 10 va ser desactivat pel Protocol 10. Tanmateix, la respiració moribunda del professor activa el Protocol 11 (un protocol d'autodestrucció al centre de comandament de Wonder Tower). Salvat de l'explosió per Batman, Ra (més que ser capturat) es colpeja amb l'espasa a mitja caiguda abans d'aterrar a la porta d'Arkham City. Si el jugador torna a la porta més tard del joc després d'acabar la història principal, el cos de Ra's ha desaparegut, i només queda la seva espasa.
- A Batman: Arkham Knight, l'espasa de Ra's al Ghul es col·loca a la sala de proves del GCPD abans del joc. Els carrerons de Gotham també tenen grafits que diuen que "El Cap del Dimoni tornarà", probablement escrit per la League of Assassins. Més tard, Ra's apareix en una missió lateral "Shadow War", que es troba en un paquet de contingut descarregable (DLC) anomenat "Season of Infamy" que va ser llançat el desembre de 2015. Tot i haver sobreviscut a la seva batalla anterior contra el Dark Knight, Ra's queda. malalt i amb prou feines s'aferra a la vida tenint les restes de la fossa de Lázaro constantment bombades a ell. Aquest debilitament de Ra inspira a la seva filla Nyssa Raatko a formar una facció rebel de la League of Shadows per prendre el control de l'organització, amb la qual cosa es produeix una guerra entre ells i els lleials de Ra dins de Gotham. Quan finalment crida l'atenció de Batman, aviat descobreix l'amagatall de Ra a Elliot Memorial Hospital i s'assabenta de la seva deterioració. Apel·lant al sentit de la moralitat de Batman, els seguidors de Ra li expliquen un altre Banyera de Llàtzer més pur dins de Gotham i demanen utilitzar-lo per sanar-lo. En trobar la segona Banyera de Llàtzer, Batman torna a Elliot Memorial Hospital, parlant amb Alfred Pennyworth sobre opcions. Després que Alfred observi que Ra ha viscut ja tant de temps que renegar-lo de la Banyera de Llàtzer és essencialment permetre-li morir per causes naturals en lloc de "matar-lo", Batman torna a la cambra on està allotjat Ra, on té dues opcions. :
  - Batman dona la mostra de la Banyera de Llàtzer a Ra, moment en què Batman es veu obligat a lluitar contra Nyssa i els seus rebels. Al cap de poc, Ra recupera la seva força anterior i la frena a Nyssa per la seva traïció. Batman intenta lluitar contra ell, però Ra roba una de les seves bombes de fum i desapareix. Batman reconforta Nyssa en els seus moments moribunds i tanca els ulls abans que marxi.
  - Batman decideix no donar la mostra de la Banyera de Llàtzer a Ra's, i destrueix l'equip mantenint-lo viu. Després de cuidar els seus fidels, Nyssa arriba per veure en què s'ha convertit el seu pare. Mentre ella està a punt de colpejar-lo, Batman la deté i li diu que el portarà al PDG. Nyssa està satisfeta i segueix a l'altura de la seva paraula, recordant totes les seves forces de Gotham, mentre que Batman porta Ra a una cel·la especial de GCPD i el porta a un gurney, amb Ra que diu al Cavaller Fosc que està orgullós d'ell per haver trencat el seu codi aparentment. .

#### Injustice
- Ra's al Ghul apareix com una targeta de suport que no es pot reproduir a la versió iOS de Injustice: Gods Among Us.
- Ra's al Ghul s'al·ludeix a la Injustice 2. És esmentat per diversos personatges dins del diàleg d'obertura dels partits, sobretot si es contraresta contra Damian Wayne. Ra és breument vista com a part del final de Adam Black . Quan Adam Negre porta el cadàver de Isis a la fossa de Llàtzer després de l' atac de Brainiac, Ra bloqueja la manera d'evitar-ho. Ra ofereix a Black Adam l'ús de la Banyera de Llàtzer, però ajudaria a derrocar el règim de Superman, restituït a canvi. Malgrat les seves diferències, Adam Negre està d'acord i els dos comencen la seva croada contra Superman.

## Edicions col·leccionades
Les seves històries han estat recollides en diversos volums :
- Batman: Tales Of The Demon (1991), recopilant les històries originals dels anys 70 de Ra's al Ghul de Dennis O'Neil i Neal Adams
- Batman: Birth Of The Demon (1992) de Dennis O'Neil i Norm Breyfogle, donant l'origen de Ra's al Ghul
- JLA Vol. 7: Tower Of Babel (2001), de Mark Waid, en què Ra's es presenta contra Justice League of America (ISBN 1-56389-727-X)
- Batman: Death i The Maidens (2004) de Greg Rucka i Klaus Janson, donant la mort definitiva de Ra's al Ghul (ISBN 1-4012-0234-9)
- Year One: Batman – Ra's al Ghul (2005) de Devin K. Grayson i Paul Gulacy, donant la mort definitiva de Ra's' death a Death and The Maidens
- Batman: The Resurrection of Ra's Al Ghul (2008) de Grant Morrison, Peter Milligan, Fabian Nicieza, i Paul Dini, narra la resurrecció de Ra's al Ghul's.